# Nothoceros endiviifolius
Nothoceros endiviifolius är en bladmossart som först beskrevs av Mont., och fick sitt nu gällande namn av Jiro Hasegawa och J.C.Villarreal, Hässel et N.Salazar. Nothoceros endiviifolius ingår i släktet Nothoceros och familjen Dendrocerotaceae. Inga underarter finns listade i Catalogue of Life.